# Szampó

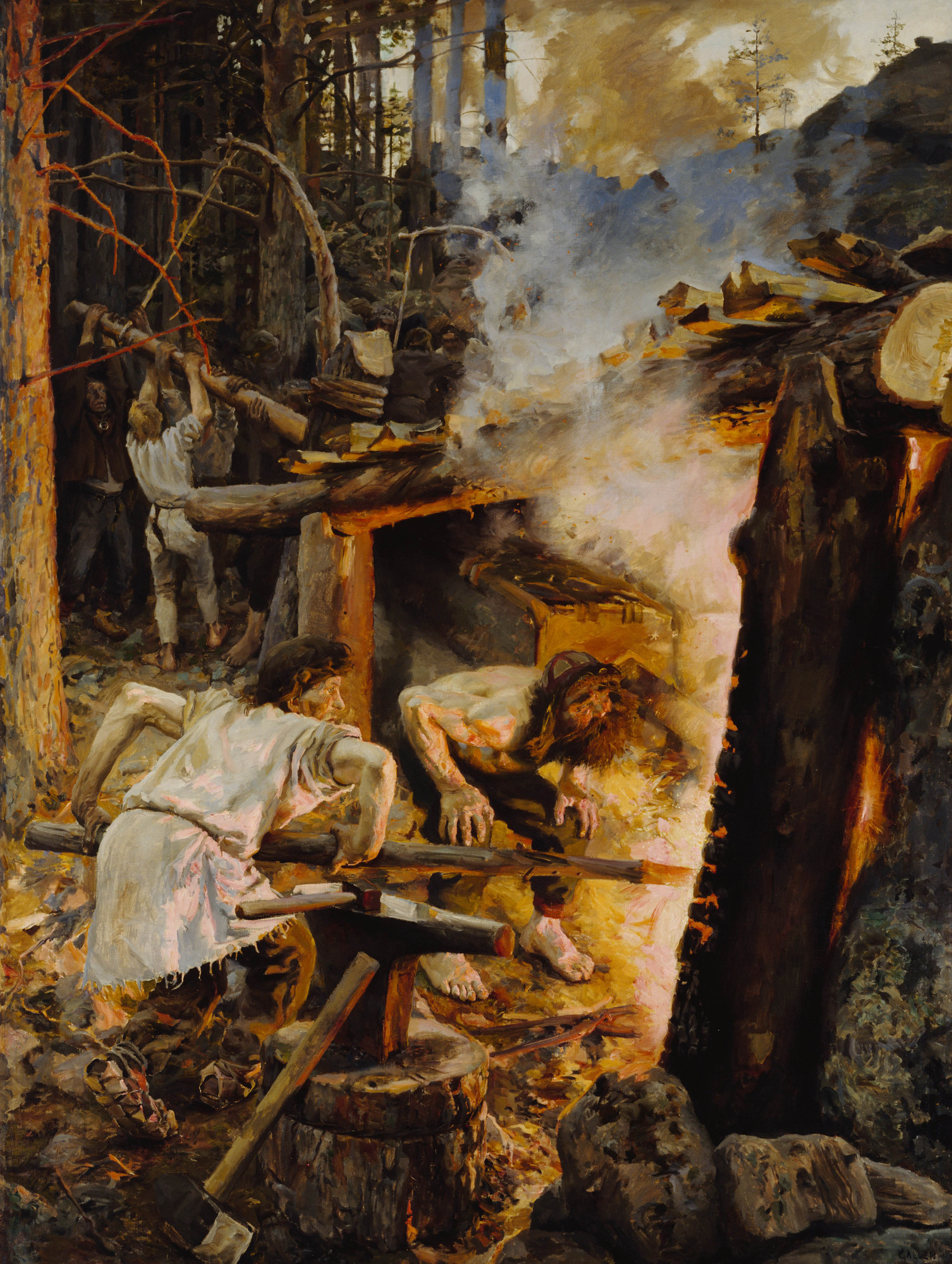
Akseli Gallen-Kallela: A szampó kovácsolása

A szampó (a finn sampo magyar átírása) mitikus csodamalom, amit Ilmarinen kovácsmester készített. Rokon a székely népballadákban előforduló csodamalommal. Lisztet, sót és pénzt is tud őrölni; darabkája is elegendő ahhoz, hogy tulajdonosát gazdaggá és szerencséssé tegye. Ilmarinen akkor készítette Louhinak, Pohjola úrnőjének, miután az asszony hazaengedte országából Vejnemöjnent annak fejében, hogy csodamalmot kap. Louhi rézhegybe rejtette, gyökerei a vízhez, a földhöz és a hegyekhez rögzítették, sok lakatos vaskapu zárta el a világtól.
A Kalevala történetének egyik fő eseménye a szampó elrablása. A rablást Vejnemöjnen és Ilmarinen tervelte ki, útjuk során csatlakozott hozzájuk Lemminkejnen. Sikerült is elvinniük, de Louhi üldözni kezdte őket. Amikor a tengeren utolérte őket, a heves harcban a szampó összetört és vízbe hullt, azóta olyan gazdag a tenger. Könnyebb darabjai partra sodródtak, ezek áldást és bőséget hoztak Finnországnak. Louhi csak a tetejét tudta megszerezni, ezért olyan szegény Lappföld.